# Lady with a Past
Lady with a Past è un film del 1932 diretto da Edward H. Griffith. Tratto dal romanzo omonimo di Harriet Henry, il film è interpretato da Constance Bennett, una giovane signora che decide di inventarsi un passato scandaloso per rendersi più interessante.
La pellicola, prodotta dalla RKO, uscì in sala il 19 febbraio 1932.

## Trama
A New York, dopo un party alla moda, Donnie Wainwright - ubriaco - convince la timida ereditiera Venice Muir a scapparsene con lui a Parigi. Ma, prima di imbarcarsi sulla nave, la lascia per un'altra. Venice, per conquistare di nuovo Donnie, giunta a Parigi decide di trasformarsi in una donna sofisticata e, per crearsi questa nuova personalità, ingaggia Guy Bryson, un americano senza un soldo, che deve farsi passare per il suo gigolò. Inventata una falsa storia d'amore, la ragazza si circonda di ammiratori che sono affascinati dal suo alone di donna fatale. Donnie, in visita a Parigi, ritrova questa nuova Venice che lo sorprende e lo affascina.
Ma la giovane donna viene a sapere che uno dei suoi ammiratori, René, si è suicidato. L'uomo non si è ucciso a causa sua ma, dato che la corteggiava, nasce la voce che si sia ucciso per un suo rifiuto.  Venice, depressa e triste, ritorna con Guy negli Stati Uniti. Qui, la moglie di Guy chiede il divorzio accusandola di averle rubato il marito. Venice saluta allora per sempre il suo "gigolò". Tra tutti gli uomini che la corteggiano, lei - sempre innamorata di Donnie - aspetta che lui si dichiari. Ma lui la rifiuta. Venice lo accusa di essere un ipocrita e di non avere fiducia in lei. Alla fine, i due si chiariscono e finalmente decidono di sposarsi.

## Produzione
Il film fu prodotto dalla RKO Pathé Pictures.

### Fotografia
La fotografia è firmata da Hal Mohr, vincitore di due premi Oscar (nel 1936 e nel 1944). Candidati e vincitori di Oscar saranno in seguito anche gli operatori alla camera - William V. Skall, Stanley Cortez e Robert Surtees -  che, non accreditati, non appaiono nei titoli del film ma che diventeranno, nel corso della loro carriera, alcuni dei nomi più prestigiosi tra i direttori della fotografia hollywoodiana.

## Distribuzione
Distribuito dalla RKO Pathé Pictures, il film uscì nelle sale cinematografiche statunitensi il 19 febbraio 1932.